# Ploso (Pacitan)
Ploso is een bestuurslaag in het regentschap Pacitan van de provincie Oost-Java, Indonesië. Ploso telt 7.438 inwoners (volkstelling 2010).